# Jiří Ryba
Jiří Ryba, né le 15 juin 1976 à Tábor (République tchèque), est un athlète tchèque spécialiste du décathlon. 

## Carrière
En 1995, il remporte la médaille de bronze des Championnats d'Europe d'athlétisme junior. Son record personnel est de 8 339 points, réalisé au Meeting d'athlétisme MultiStar de Desenzano del Garda le 14 mai 2000.

### Palmarès
| Date | Compétition                   | Lieu        | Résultat | Performance |
| ---- | ----------------------------- | ----------- | -------- | ----------- |
| 1995 | Championnats d'Europe juniors | Nyiregyhaza | 3e       | 7 271 pts   |
| 2000 | Jeux olympiques               | Sydney      | 14e      | 8 056 pts   |
| 2001 | Championnats du monde         | Edmonton    | 6e       | 8 332 pts   |